# Stratiomys viridis
Stratiomys viridis är en tvåvingeart som först beskrevs av Paramonov 1926.  Stratiomys viridis ingår i släktet Stratiomys och familjen vapenflugor. Inga underarter finns listade i Catalogue of Life.